# Mario & Sonic op de Olympische Spelen
Mario & Sonic op de Olympische Spelen (in de Verenigde Staten: Mario & Sonic at the Olympic Games) was een sportspel voor de Wii en Nintendo DS, ontwikkeld door Sega Sports en uitgegeven door Nintendo en Sega.
Het Wii-spel werd eind 2007 op de markt gebracht. De DS-versie volgde in januari 2008. In 2009 kwam er een vervolg: Mario & Sonic op de Olympische Winterspelen. In principe komt er voor iedere Olympische Spelen en Olympische Winterspelen een nieuwe versie van dit spel die is gebaseerd op de betreffende zomer of winterspelen, zodat mensen iedere Olympische Spelen zelf konden naspelen met de figuren uit Mario en Sonic. In 2020 besloot men de licentie voor de spellen niet meer te verlengen, met als gevolg dat er voor de Olympische Spelen van 2024 geen nieuw spel meer verscheen.

## Gameplay
Voor het eerst zullen de spelfiguren Mario en Sonic in één spel samen te zien zijn. Ze zullen niet samenwerken, maar het samen met andere spelfiguren tegen elkaar opnemen op de Olympische Spelen. Het spel is volledig gebaseerd op de Olympische Zomerspelen 2008 in Peking.

## Spelfiguren
De personages zijn ingedeeld in vier types:
- Onbekend
  - Mii (Alleen Wii en Wii U)
- Power (sterk, maar langzamer)
  - Bowser
  - Knuckles
  - Vector
  - Wario
  - Donkey Kong
- Allround (gebalanceerd)
  - Amy
  - Blaze
  - Luigi
  - Mario
  - Bowser Jr.

- Speed (snel, maar zwakker)
  - Daisy
  - Shadow
  - Sonic
  - Yoshi
  - Metal Sonic
- Skill All (vaardigheid)
  - Dr. Eggman
  - Princess Peach
  - Tails
  - Waluigi
  - Silver

## Sporten
- Schermen
- Boogschieten
- Schietsport - Schieten
- Turnen - Trampoline
- Turnen - Bokspringen
- Turnen - Ongelijke brug
- Turnen - Ritmische lint
- Atletiek - Hoogspringen (Alleen Wii)
- Atletiek - Polsstokhoogspringen (Alleen Wii)
- Atletiek - Verspringen
- Atletiek - Hink-stap-springen
- Atletiek – Speerwerpen
- Atletiek - Kogelslingeren
- Atletiek - Discuswerpen
- Atletiek - 100 meter
- Atletiek - 110 meter horden
- Atletiek - 4 x 100 meter estafette

- Roeien (Alleen Wii)
- Roeien - Kanovaren
- Tafeltennis
- Zwemmen – 100m Vrije Slag
- Zwemmen – 4×100m Vrije Slag (Alleen Wii)
- Zwemmen - 10m Platform (Alleen DS)
- Zwemmen - Synchroonzwemmen
- Hardlopen – 100m en 400m Horden
- Hardlopen – 4×100m Estafette (Alleen Wii)
- Hardlopen – 100 m en 400m
- Fietsen - Fietsen (Alleen DS)
- Fietsen - Wielersport
- Paardrijden - Ruitersport
- Badminton
- Volleybal - Strandvolleybal
- Voetbal

## Dream Events
De Dream Events spelen zich af in kleurrijke fantasieachtige werelden waarin je speciale aanvallen en power-ups kunt gebruiken zodat men de tegenstanders mee te lijf kan gaan. De Dream Events heeft vier onderdelen bij de Wii, en de DS heeft er acht:
- Dream Fencing: Men vecht hier tegen een andere speler. Het is hier mogelijk om speciale aanvallen te doen.
- Dream Platform (alleen Wii): Hierbij springt men van een luchtschip af, ontwijken van obstakels in de lucht en trucjes om punten te halen.
- Dream Table Tennis: In dit tafeltennisspel is het mogelijk op speciale aanvallen te doen.
- Dream Race: Hier moet men racen naar de finish. Er zijn power-ups in deze dream event.
- Dream Boxing (alleen DS): Men vecht tegen een ander personage, en moet proberen hem met kleine, grote en speciale aanvallen te verslaan.
- Dream Long Jump (alleen DS): Men moet zo ver mogelijk in de lucht springen en blijven zweven. De speler kan power-ups krijgen.
- Dream Shooting (alleen DS): Men moet op verschillende voorwerpen schieten om punten te halen.
- Dream Basketball (alleen DS): Men moet proberen basketballen te vangen en in drie bewegende netten gooien voor punten.
- Dream Canoe (alleen DS): Men moet in een minuut power-ups en munten verzamelen terwijl de speler in een kano zit.

## Single Matches, Circuits en Missions
Een Single Match is dat de speler zelf kan kiezen met welke speler men wat doet. Als iemand ergens eerste wordt krijgt deze speler een Gold Medal (Gouden Medaille). Als men met een personage overal een gouden medaille hebt krijgt men een Crown (kroon).
Een Circuit is een pakket met een paar Single Matches. Er is een Beginner's Class, daar krijgt men vijf keer drie Single Matches, er is een Advanced Class, daar krijgt men vijf keer vier Single Matches en er is een Master's Class, daar krijgt men zes keer vijf Single Matches. Bij elk Circuit krijgt de speler, als deze eerste wordt een Trophy (Trofee).
Een Mission is een onderdeel waar de speler iets speciaals moet doen. Bijvoorbeeld acht keer een perfecte score halen bij de Trampoline. Elke personage heeft zes Missions. Men kan de zesde Mission pas doen als men alle andere vijf Missions heeft gehaald. Als de speler alle zes missions heeft gehaald krijgt men een Mission Emblem.